# 嘉陵镇
嘉陵镇，是中华人民共和国甘肃省陇南市徽县下辖的一个乡镇级行政单位。

## 行政区划
嘉陵镇下辖以下地区：
上滩村、周咀村、张滩村、王垭村、草滩村、田河村、嘉陵村、铁山村、大滩村、黄桥村、庙垭村、三联村、大山村、稻坪村和严坪村。